# Косовско-турецкие отношения
Косовско-турецкие отношения — двусторонние дипломатические отношения между частично признанным государством Республикой Косово и Турцией.

## История

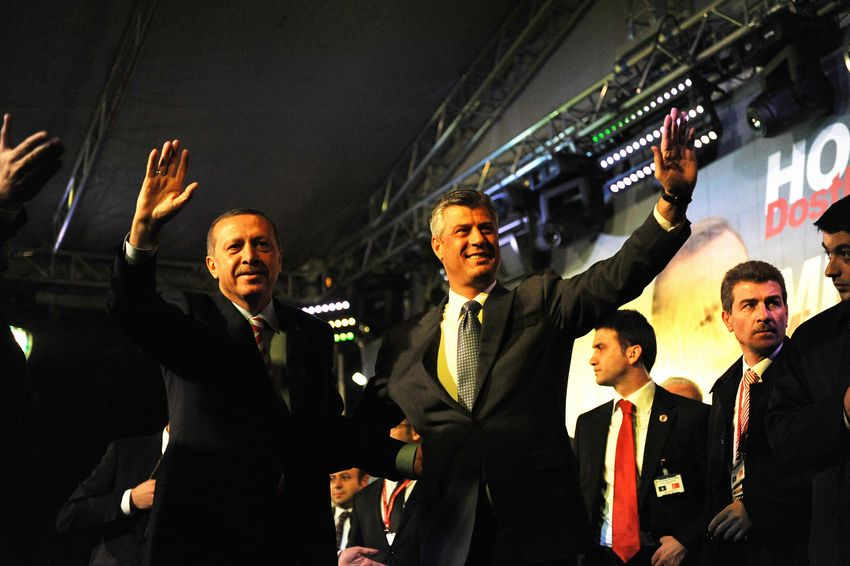
Премьер-министр Республики Косово Хашим Тачи и премьер-министр Турции Реджеп Тайип Эрдоган в Призрене, 2010 год.

В 1990-х годах в Боснии и Косове начались вооружённые конфликты, турецкое правительство также оказалось вовлеченным в этот процесс. В 1990-х годах Турция оказывала ограниченную помощь косовским албанцам, а Национальная разведывательная организация занималась тренировками бойцов Армии освобождения Косова на военной базе в Измире. С другой стороны, турецкое правительство испытывало озабоченность по факту сепаратистского мотива Косовской войны, так как это могло негативно отразиться на ситуацию с курдами внутри страны, а турки в Косово не объединялись с албанцами во время их борьбы с сербами. В течение 1990-х годов население Турции с симпатией относилось к косовским албанцам, в отличие от населения большинства европейских стран, у которого были негативные взгляды на албанцев в связи с деятельностью албанской мафии в их странах.
Во время Косовской войны турецкие власти чувствовали историческую ответственность за оказание помощи косовским албанцам так как они являются мусульманами, а также бывшими лояльными гражданами Османской империи. Турецкое население было обеспокоено событиями в Косово и благодаря историческим, культурным, религиозным и другим связям с Балканским полуостровом поддерживало антисербскую и пронатовскую позицию правительства самопровозглашенной Республики Косово. Будучи членом НАТО Турция решительно поддержала бомбардировку Югославии, в которой приняли участие восемнадцать турецких истребителей. После окончания войны Турция оказывала помощь Косово для достижения стабильности и безопасности через миссии ОБСЕ, МООНК и KFOR, в которых приняли участие 1000 турецких военнослужащих. В 2013 году насчитывалось 540 турецких военнослужащих в Косово, осуществлявшими деятельность в рамках миссии KFOR.
17 февраля 2008 года произошло одностороннее провозглашение независимости Республики Косово от Сербии. 18 февраля 2008 года Турция признала независимость Республики Косово. Партия справедливости и развития Турции инициировала вопрос по оперативному признанию независимости Республики Косово так как поддерживала развитие отношений со странами, имеющими отношение к Османской империи. Государственные отношения Республики Косово с Турцией являются дружественными, поскольку албанское население Турции поддерживает тесные связи с албанцами на Балканах и наоборот, а также из-за политики турецкого правительства, направленной на налаживание тесных социально-политические, культурных, экономических и военных связей с Республикой Косово. Турция поддерживает геополитические интересы Республики Косово на Балканах. В 2011 году Институт Гэллапа провёл опрос среди населения Республики Косово, по результатам которого стало известно, что 85 % косоваров рассматривают Турцию как дружественную страну.
Турция рассматривается как традиционный союзник албанцев и Запада, в том числе из-за своей поддержки независимости Республики Косово. Большинство косовских албанцев имеет паспорта только Республики Косово, а Турция является одной из немногих стран, которую они могут посещать без визового режима. Турция официально поддерживает мирные переговоры между Косово и Сербией, а также оказывает политическую поддержку по вступлению Республики Косово в НАТО и ЕС. В октябре 2013 года во время своего официального государственного визита в Республику Косово премьер-министр Турции Реджеп Тайип Эрдоган заявил, что турок и косоваров объединяет общая история, культура, цивилизация, а также то, что эти два народа являются братскими. Затем он добавил, что Турция — это Косово, а Косово — это Турция. Подобного рода комментарии премьер-министра Турции вызвали возмущение в Сербии.

## Экономические и культурные отношения
Албанская диаспора в Турции категорически поддерживала признание Турцией независимости Республики Косово. По некоторым оценкам, в Турции проживает больше косовских албанцев, чем непосредственно в Республике Косово. Партия справедливости и развития Турции признает, что в стране проживает много людей албанского происхождения, что оказывает определённое влияние на внутреннюю и внешнюю политику. Косово является родиной отца Мехмета Акифа Эрсоя (автора турецкого национального гимна), а также многих других известных турок албанского происхождения. В Республике Косово проживает 20 000 турок, а турецкий язык является одним из официальных региональных языков этого государства.
Турция является важным торговым партнером для Республики Косово, товарооборот между странами показывает положительную динамику и устойчивый рост. Турция инвестирует в строительство автомагистралей и аэропортов в Республике Косово, в начале 2010-х годов было заключено контрактов на сумму 500 миллионов долларов США. Турция является одним из трех ведущих инвесторов в экономику Республики Косово.

## Влияние Турции на политику Республики Косово
В 2010-х годах турецкое правительство попросило Республику Косово изменить содержание школьных учебников про османский период этого государства, которое по его мнению содержало оскорбительные материалы. По итогам рассмотрения данной просьбы Турции, власти Республики Косово приняли решение внести изменения в содержание школьных учебников, добавив нейтральную терминологию.
В феврале 2018 года полиция Республики Косово запретила проведение митинга «Свобода Курдистану». Согласно позиции властей Республики Косово у организаторов митинга не было разрешения на проведения акции, а также то, что подобное мероприятие может привести к непредсказуемым последствиям. Турецкие власти высоко оценили этот поступок Республики Косово и добавили, что проведение данного митинга могло негативно сказаться на отношениях между странами.